# Until Dawn (filme)
Until Dawn é um filme de terror americano dirigido por David F. Sandberg a partir de um roteiro escrito por Blair Butler e Gary Dauberman. Servindo como um spin-off live-action do videogame de 2015 desenvolvido pela Supermassive Games, ele se passa no mesmo universo, mas apresenta uma história independente original que expande a mitologia da série. O filme é estrelado por Ella Rubin, Michael Cimino, Ji-young Yoo, Odessa A'zion e Belmont Cameli. Peter Stormare, que interpretou o Dr. Alan J. Hill no jogo original, está confirmado para interpretar um personagem diferente.

## Premissa
Um ano após sua irmã Melanie desaparecer misteriosamente, Clover e seus amigos vão para o vale remoto onde ela desapareceu em busca de respostas. Eles se encontram horrivelmente assassinados, apenas para acordar e se encontrarem de volta no início da mesma noite. Presos no vale, eles são forçados a reviver o pesadelo de novo e de novo - só que a cada vez, a ameaça assassina é diferente, cada um mais aterrorizante que o anterior, e a única maneira de escapar é sobreviver até o amanhecer. Screen Gems

## Elenco
- Ella Rubin como Clover
- Michael Cimino como Max
- Ji-young Yoo como Megan
- Odessa A'zion como Nina
- Belmont Cameli como Abel
- Maia Mitchell como Melanie, a irmã mais velha de Clover que desapareceu misteriosamente
- Peter Stormare como Hill[6]

## Produção
Em janeiro de 2024, foi anunciado que uma adaptação live-action baseada no videogame Until Dawn estava em desenvolvimento pela Screen Gems e PlayStation Productions, com David F. Sandberg dirigindo e Gary Dauberman escrevendo o roteiro, baseado em um rascunho anterior de Blair Butler. Foi descrito como "uma carta de amor R-rated ao gênero de terror, com um elenco de conjunto". Em junho, Ella Rubin, Michael Cimino, Ji-young Yoo e Odessa A'zion se juntaram ao elenco em papéis não revelados. Em agosto, Maia Mitchell e Belmont Cameli foram escalados. Peter Stormare, que interpretou o Dr. Alan J. Hill no videogame, interpretará um novo personagem.
As filmagens principais começaram em Budapeste em 5 de agosto de 2024, com Maxime Alexandre como diretor de fotografia, e terminaram em 4 de outubro de 2024.

## Lançamento
Until Dawn estava previsto para ser lançado nos Estados Unidos em 25 de abril de 2025.

### Marketing
Em 14 de janeiro de 2025, a Sony lançou uma primeira olhada onde Sandberg, Dauberman e Stormare detalham o processo por trás da produção do filme junto com sua história. O primeiro trailer seria lançado online dois dias depois.